# آناماريا مارينكا
آناماريا مارينكا (بالرومانية: Anamaria Marinca)‏ ممثلة رومانية من مواليد 1 أبريل 1978، حاصلة على جائزة البافتا 2004 لأفضل ممثلة تلفزيونية عن دورها في فيلم مرور جنسي.

## مواقع خارجية
- آناماريا مارينكا على موقع IMDb (الإنجليزية)
- آناماريا مارينكا على موقع روتن توميتوز (الإنجليزية)
- آناماريا مارينكا على موقع قاعدة بيانات الأفلام العربية
- آناماريا مارينكا على موقع ألو سيني (الفرنسية)
- آناماريا مارينكا على موقع أول موفي (الإنجليزية)
- آناماريا مارينكا على موقع قاعدة بيانات الأفلام السويدية (السويدية)
- آناماريا مارينكا على موقع إن إن دي بي (الإنجليزية)
- آناماريا مارينكا على موقع قاعدة بيانات الفيلم (الإنجليزية)
- آناماريا مارينكا على موقع كينوبويسك (الروسية)